# Pedagógusnap
A pedagógusnapon, június első vasárnapján köszöntik a köznevelésben és a felsőoktatásban dolgozókat.

## Története
Az UNESCO és a Nemzetközi Munkaügyi Szervezet 1996-ban ezen a napon fogadta el a pedagógusok jogairól szóló, 150 paragrafusból álló határozatot. Magyarországon 1952. június 7–8-án ünnepelték először ezt a napot, s ez alkalomból adták át a kiváló tanítói és tanári okleveleket, később egyes kitüntetéseket az ország legjobb pedagógusainak. 1993 és 2012 között a tanárok, oktatók kitüntetése január 22-én, a magyar kultúra napján történt. 2013-tól ismét e napon adják át az oktatással, pedagógiai munkával kapcsolatos díjakat:
- Eötvös József-díj
- Szent-Györgyi Albert-díj
- Apáczai Csere János-díj
- Brunszvik Teréz-díj
- Németh László-díj